# سارنده
سارنده (بالألبانية: Saranda) هي بلدة ساحلية في مقاطعة فلوره، جنوب ألبانيا. جغرافياً، تقع على خليج بحر مفتوح من البحر الأيوني في وسط البحر الأبيض المتوسط، على بعد حوالي 14 كم (8.7 ميل) شرق الطرف الشمالي من جزيرة كورفو اليونانية. ساراندا عادة تملك ما يزيد على 300 يوم مشمس سنويا.

## المناخ
يظهر الجدول التالي التغييرات المناخية على مدار السنة لسارنده:
| البيانات المناخية لـسارنده        | البيانات المناخية لـسارنده | البيانات المناخية لـسارنده | البيانات المناخية لـسارنده | البيانات المناخية لـسارنده | البيانات المناخية لـسارنده | البيانات المناخية لـسارنده | البيانات المناخية لـسارنده | البيانات المناخية لـسارنده | البيانات المناخية لـسارنده | البيانات المناخية لـسارنده | البيانات المناخية لـسارنده | البيانات المناخية لـسارنده | البيانات المناخية لـسارنده |
| الشهر                             | يناير                      | فبراير                     | مارس                       | أبريل                      | مايو                       | يونيو                      | يوليو                      | أغسطس                      | سبتمبر                     | أكتوبر                     | نوفمبر                     | ديسمبر                     | المعدل السنوي              |
| --------------------------------- | -------------------------- | -------------------------- | -------------------------- | -------------------------- | -------------------------- | -------------------------- | -------------------------- | -------------------------- | -------------------------- | -------------------------- | -------------------------- | -------------------------- | -------------------------- |
| الدرجة القصوى °م (°ف)             | 24 (75)                    | 27 (81)                    | 28.1 (82.6)                | 32 (90)                    | 37 (99)                    | 40 (104)                   | 42 (108)                   | 42 (108)                   | 38 (100)                   | 32 (90)                    | 28 (82)                    | 25 (77)                    | 42 (108)                   |
| متوسط درجة الحرارة الكبرى °م (°ف) | 13.9 (57.0)                | 15 (59)                    | 17.5 (63.5)                | 21 (70)                    | 24.5 (76.1)                | 29.5 (85.1)                | 32.5 (90.5)                | 32.5 (90.5)                | 28.5 (83.3)                | 24 (75)                    | 20 (68)                    | 14.5 (58.1)                | 22.8 (73.0)                |
| متوسط درجة الحرارة الصغرى °م (°ف) | 4.7 (40.5)                 | 5.2 (41.4)                 | 7.3 (45.1)                 | 10.6 (51.1)                | 16.1 (61.0)                | 19.7 (67.5)                | 22.4 (72.3)                | 22.3 (72.1)                | 19.1 (66.4)                | 13 (55)                    | 9 (48)                     | 6.2 (43.2)                 | 13.0 (55.3)                |
| أدنى درجة حرارة °م (°ف)           | −5 (23)                    | −4 (25)                    | 0 (32)                     | 3 (37)                     | 8 (46)                     | 12 (54)                    | 16 (61)                    | 15 (59)                    | 6 (43)                     | 1 (34)                     | −2 (28)                    | −5 (23)                    | −5 (23)                    |
| الهطول مم (إنش)                   | 125 (4.9)                  | 122 (4.8)                  | 98 (3.9)                   | 65 (2.6)                   | 39 (1.5)                   | 20 (0.8)                   | 5 (0.2)                    | 9 (0.4)                    | 48 (1.9)                   | 125 (4.9)                  | 161 (6.3)                  | 169 (6.7)                  | 986 (38.9)                 |
| متوسط أيام هطول الأمطار           | 14                         | 12                         | 9                          | 7                          | 5                          | 2                          | 1                          | 1                          | 5                          | 9                          | 12                         | 15                         | 92                         |
| المصدر: METEOALB Weather Station  |                            |                            |                            |                            |                            |                            |                            |                            |                            |                            |                            |                            |                            |

## توأمة
لسارنده اتفاقيات توأمة مع كل من:
- سوفا ريكا
- فارنا
- إيغومنيتسا
- كورفو
- Vălenii de Munte [الإنجليزية]‏
- جيروكاستر
- كالاماريا
- Larnaca Municipality  [لغات أخرى]‏ (11 يوليو 1994 - )[3]